# Ernst Theodor Echtermeyer
Theodor Echtermeyer (teljes nevén Ernst Theodor Echtermeyer) (Liebenwerda, 1805. augusztus 12. – Drezda, 1844. május 6.) német író, irodalomtörténész, filozófus.

## Életpályája
Előbb jogot, azután esztétikát és irodalomtörténetet tanult, majd Zeitzben, utóbb Halléban gimnáziumi tanár volt. Legfontosabb tette, hogy Arnold Rugéval megalapította a Hallische Jahrbücher című radikális kritikai folyóiratot, amely 1838 és 1843 között jelent meg.

## Művei
- Lefordította Goethe és Schiller válogatott költeményeit latinra (1833).
- Közreműködött Henschel és Simrock jeles művében: Die Quellen des Shakespeare (1831, 3. köt. A 2. kiadást Simrock egyedül írta).
- Egykor népszerű volt Mustersammlung deutscher Dichter című antológiája (1837, 30. kiad. 1890).